# Styrian Longhorns
Gli Styrian Longhorns sono stati una squadra di football americano di Graz, in Austria.
Nel 2000 si sono fusi con i Graz Giants.

## Dettaglio stagioni

### Tackle football

#### Tornei nazionali

##### AFL
| Stagione | regular season | regular season | regular season | regular season | regular season | regular season | playoff | playoff | playoff | playoff | playoff | playoff   | playoff    |
|          | Vin            | Par            | Per            | Tot            | PF             | PS             | Vin     | Per     | Tot     | PF      | PS      | risultato | avversaria |
| -------- | -------------- | -------------- | -------------- | -------------- | -------------- | -------------- | ------- | ------- | ------- | ------- | ------- | --------- | ---------- |
| 2000     | 0              | 0              | 8              | 8              | 41             | 253            | -       | -       | -       | -       | -       | -         | -          |
| Totale   | 0              | 0              | 8              | 8              | 41             | 253            | -       | -       | -       | -       | -       |           |            |

Fonti: Enciclopedia del Football - A cura di Roberto Mezzetti

## Palmarès
- 1 Finale della Seconda Lega (1996)